# Emelgem
Emelgem is een dorp in de Belgische provincie West-Vlaanderen en een deelgemeente van de stad Izegem. Emelgem was een zelfstandige gemeente tot einde 1964. Op dat ogenblik had Emelgem een oppervlakte van 5,47 km² en telde ze 5.049 inwoners.

## Geschiedenis
Reeds in de oudheid was Emelgem bewoond. Getuige hiervan zijn verscheidene prehistorische vondsten zoals bewerkte vuurstenen uit het neolithicum. Verder werden er ook Romeinse en Merovingische vondsten aangetroffen.
Emelgem werd voor het eerst vermeld in 1216, als Imelghem. Dat is de samentrekking van een persoonsnaam en een -heim (woonplaats) uitgang.
De parochie werd begin 13e eeuw gesticht vanuit de Sint-Pietersabdij te Oudenburg, maar na een tiental jaren werden de rechten doorverkocht aan de Sint-Maartensabdij van Doornik. Bestuurlijk viel een groot deel van het grondgebied van Emelgem onder de heerlijkheid Izegem.
Economisch leefde Emelgem van de vlasroterij en de steenbakkerij. Daarnaast is het lange tijd een landbouwdorp gebleven. Veel inwoners werkten in de schoenen- en borstelindustrie in de naburige stad Izegem. Met name na de Eerste Wereldoorlog vestigden zich veel Izegemse bedrijven ook in Emelgem, en er kwamen ook nieuwe bedrijven. Voorbeelden daarvan zijn: Schoenfabriek Driegelinck en leestenfabriek Vanderschaeve, Devos en Cie. Na de Tweede Wereldoorlog heeft het zich als een residentiële gemeente ontwikkeld en is het langzamerhand met Izegem vergroeid. 
In 1942 heeft Gérard Romsée Emelgem gefusioneerd met Izegem, dat werd bij de bevrijding teruggedraaid. Op 1 januari 1965 werd Emelgem administratief bij Izegem gevoegd.

## Demografische ontwikkeling
- Bronnen:NIS, Opm:1831 tot en met 1970=volkstellingen

## Bezienswaardigheden
- De beschermde Sint-Pieterskerk.

## Natuur en landschap
Emelgem ligt in Zandlemig Vlaanderen op een hoogte van ongeveer 16 meter. Het ligt aan de Mandel, welke in 1979 overkluisd werd. Ook ligt het aan het Kanaal Roeselare-Leie, waar de bebouwing overgaat in die van Kachtem in het westen, en Ingelmunster in het oosten. Aan de zuidzijde van het kanaal ligt de bebouwing van Izegem.

## Verenigingsleven
- Mannenkoor De Kerels Emelgem
- Sint Pieterskoor (mannenkoor)
- Toneelvereniging Archontiko

## Nabijgelegen kernen
Kachtem, Izegem, Ingelmunster, 't Veld, Ardooie

## Geboren
- Maurits Gerard De Keyzer (1906-1994), hulpbisschop